# R2 Online
R2: Reign of Revolution (кор. R2 온라인, англ. R2: Reign of Revolution [ərtu: 'rān 'əv re-və-'lü-shən]) — фэнтезийная массовая многопользовательская ролевая онлайн-игра для PC. Разработчик — южнокорейская компания WEBZEN.
В России распространялась под названием R2 Online.

## Общая информация
Создав персонажа (при этом можно выбрать пол, специализацию и тип внешности, а также задать имя), игрок, в зависимости от выбранного класса, попадает в одну из двух начальных локаций: остров Гвинея или остров Акра. Рыцари, рейнджеры и ассассины окажутся на первом, маги и призыватели — на втором. Игрокам предлагается цепочка квестов, после выполнения которых персонажи всех классов попадают в порт Эшборна, где начинаются главные приключения R2 Online.
В игре отсутствует абонентская плата, есть внутренний магазин. Продаваемые предметы способствуют развитию персонажа и изменению его внешнего вида.
8 октября 2021 года компания «Иннова» объявила о скором закрытии проекта на платформе 4game. 22 ноября 2021 года в 10:00 по МСК официальные игровые сервера в России были окончательно остановлены.

## Основные особенности игры
- Система свободного PvP
- Битва Гильдий
- Битва Команд
- Битва Титанов
- Система перевоплощений
- Осады крепостей и битвы за контрольные точки
- Система усиления предметов и крафта
- Технология Unreal Engine

## Битва Гильдий
Битва между гильдиями с разных серверов, которые стремятся завоевать право называться лучшими. Победители получают призы и почёт. Проводится каждую пятницу и субботу, с 19:00 по 23:00 по московскому времени. Финальный аккорд Битвы Гильдий — Битва Титанов. Проводится раз в месяц с четверга по воскресенье с участием 10 сильнейших гильдий среди всех серверов по итогам Битвы Гильдий.

## Битва Команд
Битва проводится между командами игроков, численностью 9 человек, с разных серверов. Проводится на той же арене, что и Битва Гильдий. Отличительной особенностью от предыдущей является измененное количество человек, участвующих в дуэлях (ведутся битвы 1 на 1, 3 на 3, 5 на 5). Проводится каждый понедельник, вторник, среду и четверг с 19:00 по 00:00 по московскому времени.

## Осады крепостей и битвы за контрольные точки
Принять участие в осаде может любой игрок, однако захватить крепость или контрольную точку может только гильдия. Владелец крепости получает определенные бонусы, позволяющие существенно усилить свой потенциал на поле боя: налоги, собираемые с игроков, собственный магазин, получение дополнительных умений, увеличение некоторых параметров, а также отсутствие агрессивных монстров в контролируемой местности. Завладеть контрольной точкой проще, но от крепости она отличается существенно меньшим размером бонусов. Осада проводится каждое воскресение с 21:00 по 23:00 по московскому времени.

## Система перевоплощений
В игре Reign of Revolution персонаж может перевоплощаться в различных монстров.
После перевоплощения некоторые агрессивные монстры не станут нападать на вас первыми, поскольку будут считать вас сородичем. Кроме того, у вас изменятся характеристики, скорость передвижения, атаки а также увеличатся количество максимального уровня здоровья, маны и переносимого веса. Некоторые перевоплощения накладывают ограничения на использование предметов. Трансформация может принести пользу во время осад. Превратившись в универсальных бойцов, некоторые классы могут улучшить свои характеристики. Также, пока на вас действует эффект перевоплощения, противник не сможет узнать кто перед ним, какого вы класса и какие вещи имеете.